# The Gallows - L'esecuzione
The Gallows - L'esecuzione (The Gallows) è un film del 2015 diretto da Travis Cluff e Chris Lofing.
Film horror statunitense del genere found footage/soprannaturale.

## Trama
1993: durante la rappresentazione scolastica de L'esecuzione, Charlie muore venendo accidentalmente impiccato.
Data odierna: Reese sta cercando di imparare a memoria la parte del suo personaggio per la rappresentazione scolastica de L'esecuzione. Ryan filma tutto con la sua telecamera e si scopre così, che l'amico Reese è innamorato della coprotagonista, Pfifer, presa costantemente in giro. Visti i continui insuccessi nell'imparare la parte, Reese, Ryan e Cassidy, la fidanzata di quest'ultimo, decidono di intrufolarsi di notte nella scuola per distruggere la scenografia, in modo che lo spettacolo venga annullato.
La loro missione viene interrotta dall'arrivo di Pfifer e dall'inizio di strani eventi; la scenografia ritorna a posto da sola, le porte e le finestre sono tutte chiuse, una televisione senza videocassetta comincia a raccontare cosa successe a Charlie tempo prima e Cassidy viene quasi strangolata da qualcosa. Da quel video Reese scopre, che suo padre era nella recita del 1993, ma, dal momento che si era dato malato, Charlie aveva dovuto prendere il suo posto.
Dopo aver tentato di scappare tramite un condotto dell'aria, Ryan cade e si rompe una gamba; mentre i suoi amici cercano di aprire la porta dell'infermeria, Charlie lo uccide.
La seconda a morire è Cassidy; dopo che il suo collo è peggiorato, viene lasciata da sola e, mentre Reese e Pfifer cercano una via di fuga, Charlie la trascina via.
I due ragazzi rimasti cercano di scappare; mentre cercano la via d'uscita, trovano i corpi dei due amici impiccati. Reese si accorge, che una porta si è aperta, ma, una volta fuori, Pfifer, rimasta indietro, chiede aiuto. Il ragazzo torna indietro sul palco e si accende una luce; Charlie vuole che recitino "l'esecuzione". Reese, convinto che il suo sacrificio lascerà libera Pfifer, muore impiccato proprio dove avrebbe dovuto recitare.
Si sente un applauso e si scopre così la verità; Pfifer è la figlia di Charlie e di quella che era la sua fidanzata ai tempi del liceo e ha recitato per tutto il tempo, volendo rendere onore al padre.
Tutto è stato ripreso dalla telecamera di Ryan e il filmato è in mano alla polizia, che, una volta finito di guardare, corre a casa di Pfifer, scoprendo un vero e proprio culto per Charlie.

## Produzione
Nel giugno del 2014 la New Line Cinema ha acquisito i diritti del film, che avrebbe dovuto intitolarsi Superstition. Nel mese di dicembre dello stesso anno la Warner Bros. ne annuncia l'uscita negli Stati Uniti per il mese di luglio del 2015, però con il titolo The Gallows.

### Cast
Il cast è composto da attori (pressoché esordienti), che mantengono inalterato il loro nome di battesimo nella pellicola.

### Riprese
Il film è stato girato interamente negli USA nelle città di Beatrice in Nebraska e Fresno in California.

## Distribuzione

### Data di uscita
Alcune date di uscita internazionali sono state:
- 9 luglio 2015 in Argentina e Cile (La horca)
- 10 luglio 2015 in USA (The Gallows)
- 17 luglio 2015 in Regno Unito (The Gallows)
- 22 luglio 2015 in Francia (Gallows)
- 31 luglio 2015 in Spagna (La horca)
- 19 agosto 2015 in Italia (The Gallows- L'esecuzione)

### Divieti
Negli Stati Uniti il film è stato vietato ai minori di 17 anni per la presenza di contenuti paurosi e disturbanti. In Italia il film è stato vietato ai minori di 14 anni.

## Accoglienza

### Critica
- L'idea delle riprese con la videocamera di uno dei protagonisti è ormai datata e anche banale, come escamotage per ridurre i costi del budget. (MyMovies.it)[3]
- Un film posticcio e fuori tempo massimo, fatto di luoghi comuni ritriti e dalla pochezza irritante. (FareFilm.it)[4]
- Siamo ben lontani dall'accoppiata composta da Daniel Myrick ed Eduardo Sanchez, che nell'ormai lontano 1999 diede vita a The Blair Witch Project, con il quale si consacrò il genere dei “falsi documentari”. (TaxiDrivers.it)[5]

## Sequel
Nel 2019 è uscito un sequel dal titolo The Gallows Act II.